# 윤중부
윤중부(尹重富, ?~1451년)는 조선의 문관이자, 서흥 윤씨의 시조이다.
1431년에 동지총제(同知摠制), 1432년에는 중추원부사에, 1439년에 동지중추원사, 1446년에 전라도병마도절제사, 1450년에는 지중추원사 자리에 올랐다.
이후 당시 명나라의 사신이였던 그의 동생 윤봉의 요청에 따라 윤중부는 세조로부터 서흥을 보관으로 하는 서흥 윤씨의 시조가 되었다.